# Заборово (Равицький повіт)
Заборово (пол. Zaborowo, нім. Bismarckseich) — село в Польщі, у гміні Ютросін Равицького повіту Великопольського воєводства.
Населення — 70 осіб (2011).
У 1975-1998 роках село належало до Лешненського воєводства.

## Демографія
Демографічна структура станом на 31 березня 2011 року:
|          | Загалом | Допрацездатний вік | Працездатний вік | Постпрацездатний вік |
| -------- | ------- | ------------------ | ---------------- | -------------------- |
| Чоловіки | 34      | 8                  | 24               | 2                    |
| Жінки    | 36      | 8                  | 20               | 8                    |
| Разом    | 70      | 16                 | 44               | 10                   |